# Допит (фільм, 2015)
«Допит» (там. விசாரணை, Visaranai‎‎) — індійський драматичний фільм, знятий Ветрімаараном за романом «В'язниця» Чандракумара. Світова прем'єра стрічки відбулась 10 вересня 2015 року на Венеційському кінофестивалі. Фільм розповідає про чотирьох тамільских іммігрантів, яких поліція Індії змушує зізнатися в злочині, котрий вони не вчиняли.
Фільм був висунутий Індією на премію «Оскар» за найкращий фільм іноземною мовою.

## У ролях
- Дінеш — Панді Раві
- Самудіракані — Мутхувіл
- Анандхі — Шантхі
- Міша Гхошал — Сіндху

## Визнання
| Нагороди та номінації фільму «Допит» | Нагороди та номінації фільму «Допит»    | Нагороди та номінації фільму «Допит» | Нагороди та номінації фільму «Допит» | Нагороди та номінації фільму «Допит» | Нагороди та номінації фільму «Допит» |
| Рік                                  | Кінопремія / Кінофестиваль              | Категорія / Нагорода                 | Номінант                             | Результат                            |                                      |
| ------------------------------------ | --------------------------------------- | ------------------------------------ | ------------------------------------ | ------------------------------------ | ------------------------------------ |
| 2015                                 | Венеційський кінофестиваль              | Приз Amnesty International           | «Допит»                              | Перемога                             |                                      |
| 2015                                 | Венеційський кінофестиваль              | Найкращий фільм («Горизонти»)        | «Допит»                              | Номінація                            |                                      |
| 2016                                 | Стамбульський міжнародний кінофестиваль | Найкращий фільм                      | «Допит»                              | Номінація                            |                                      |